# Aspidiphorus bhutia
Aspidiphorus bhutia es una especie de coleóptero de la familia Sphindidae.

## Distribución geográfica
Habita en Bután.